# Marc De Laet
Marc Frans De Laet (Willebroek, 6 april 1964) is een Belgisch politicus voor de SP / sp.a / Vooruit.

## Levensloop
Van opleiding is hij licentiaat geschiedenis, een diploma dat hij in 1986 behaalde aan de VUB.
De Laet is beroepshalve sinds 1991 secretaris van de Senaatsfractie van de Vlaamse socialisten. Tevens was hij van 2011 tot 2014 deeltijds privésecretaris van toenmalig vicepremier Johan Vande Lanotte. 
In oktober 1994 werd De Laet voor het eerst verkozen tot gemeenteraadslid van Willebroek. Van 1999 tot 2004 was hij schepen van de gemeente. In april 2004 volgde hij Elsie De Wachter op als burgemeester van Willebroek, een ambt dat hij tot eind 2012 bekleedde. Na twaalf jaar als raadslid op de oppositiebanken te hebben gezeteld, werd De Laet in januari 2025 opnieuw schepen van Willebroek. 
Van januari tot juni 1999 had hij zitting in het Vlaams Parlement voor de kieskring Mechelen-Turnhout ter opvolging van Lydia Maximus.
De Laet is tevens sinds 2015 bestuurder van Multipharma.